# Moonbase 8
Moonbase 8 è una serie televisiva statunitense del 2020, creata da Fred Armisen, Tim Heidecker, Jonathan Krisel, John C. Reilly.
La serie è stata trasmessa negli Stati Uniti su Showtime dall'8 novembre 2020. In Italia è stata trasmessa su Sky Atlantic dal 14 dicembre 2020.

## Trama
La serie segue le vicende degli astronauti Skip, Rook e Cap in uno dei numerosi simulatori di addestramento della base lunare della NASA di Winslow, in Arizona, nella speranza di essere l'equipaggio selezionato dalla NASA per viaggiare verso l'effettiva base lunare, la cui costruzione è in fase di completamento.

## Episodi
| nº | Titolo originale | Titolo italiano | Prima TV USA     | Prima TV Italia  |
| -- | ---------------- | --------------- | ---------------- | ---------------- |
| 1  | Dry              | Dry             | 8 novembre 2020  | 14 dicembre 2020 |
| 2  | Rats             | Rats            | 15 novembre 2020 | 14 dicembre 2020 |
| 3  | Quarantine       | Quarantine      | 22 novembre 2020 | 15 dicembre 2020 |
| 4  | Visitors         | Visitors        | 29 novembre 2020 | 15 dicembre 2020 |
| 5  | Move the Base    | Move the Base   | 6 dicembre 2020  | 16 dicembre 2020 |
| 6  | Beef             | Beef            | 6 dicembre 2020  | 17 dicembre 2020 |

## Personaggi e interpreti

### Personaggi principali
- Robert "Cap" Caputo, interpretato da John C. Reilly, doppiato da Simone Mori.
- Professor Scott "Rook" Sloan, interpretato da Tim Heidecker, doppiato da Marco Vivio.
- Dott. Michael "Skip" Henai, interpretato da Fred Armisen, doppiato da Franco Mannella.

### Personaggi secondari
- Travis Kelce, interpretato da Travis Kelce.
- Billy, interpretato da Adam Lambert.
- Cooper, interpretato da Thomas Mann.
- Alix, interpretata da Alia Shawkat, doppiata da Selvaggia Quattrini.
- Jeane, interpretata da Janet Hoskins, doppiata da Graziella Polesinanti.
- Ufficiale NASA, interpretata da Tina Landon, doppiata da Paola Majano.